# Francesco Tamagno
Répertoire
- l'Africana, (Meyerbeer)
- Un ballo in maschera, Otello, (Verdi)

Francesco Tamagno (28 décembre 1850 – 31 août 1905) est un ténor d'opéra italien qui a chanté avec beaucoup de succès à travers l'Europe et l'Amérique. Le 5 février 1887, il a pris place dans l'histoire de la musique en créant le rôle d'Otello dans le chef-d'œuvre de Giuseppe Verdi qui porte le même nom. Il est aussi le ténor italien le plus ancien dont est conservé un enregistrement vocal d'une durée significative.

## Biographie
D'origine humble, il est né à Turin dans une famille très nombreuse composée de 15 frères et sœurs, dont 10 sont morts très jeunes à cause du choléra et de la tuberculose. Le père Carlo tenait une modeste auberge à la Porta Palazzo (la Trattoria dei Pesci Vivi), la mère Margherita Protto est morte alors que Francesco était encore enfant. Francesco a travaillé tout petit à l'auberge de la famille comme serveur.
Son père avait la passion du chant, qu'il n'avait pas cultivée, mais qu'il a transmise à ses enfants. Francesco, que son père avait jugé doué, a pris quelques leçons de Carlo Pedrotti alors présent à Turin, au conservatoire de la ville, et faisait chaque semaine ses exercices de chant avec ses compagnons sous l'arcade du pont Mosca qui enjambe la Dora, suffisamment loin des maisons.
Un jour est arrivée la chance de sa vie : le Teatro Regio avait un besoin urgent d'un ténor pour l'opéra Poliuto car un des chanteurs était tombé malade. Le maître qui lui enseignait le chant, informé, pensa à lui et avança son nom. Après avoir commencé en 1871 à Turin dans le rôle de Nearco de Poliuto et avoir obtenu le diplôme du conservatoire de sa ville, il conquit son premier grand succès à Palerme en 1875 dans  Un ballo in maschera. Il a ensuite été embauché à la Fenice de Venise et au Teatro San Carlo de Naples, débutant en 1878 au théâtre de la Scala de Milan dans le rôle de Vasco de Gama de l'Africana de Giacomo Meyerbeer.

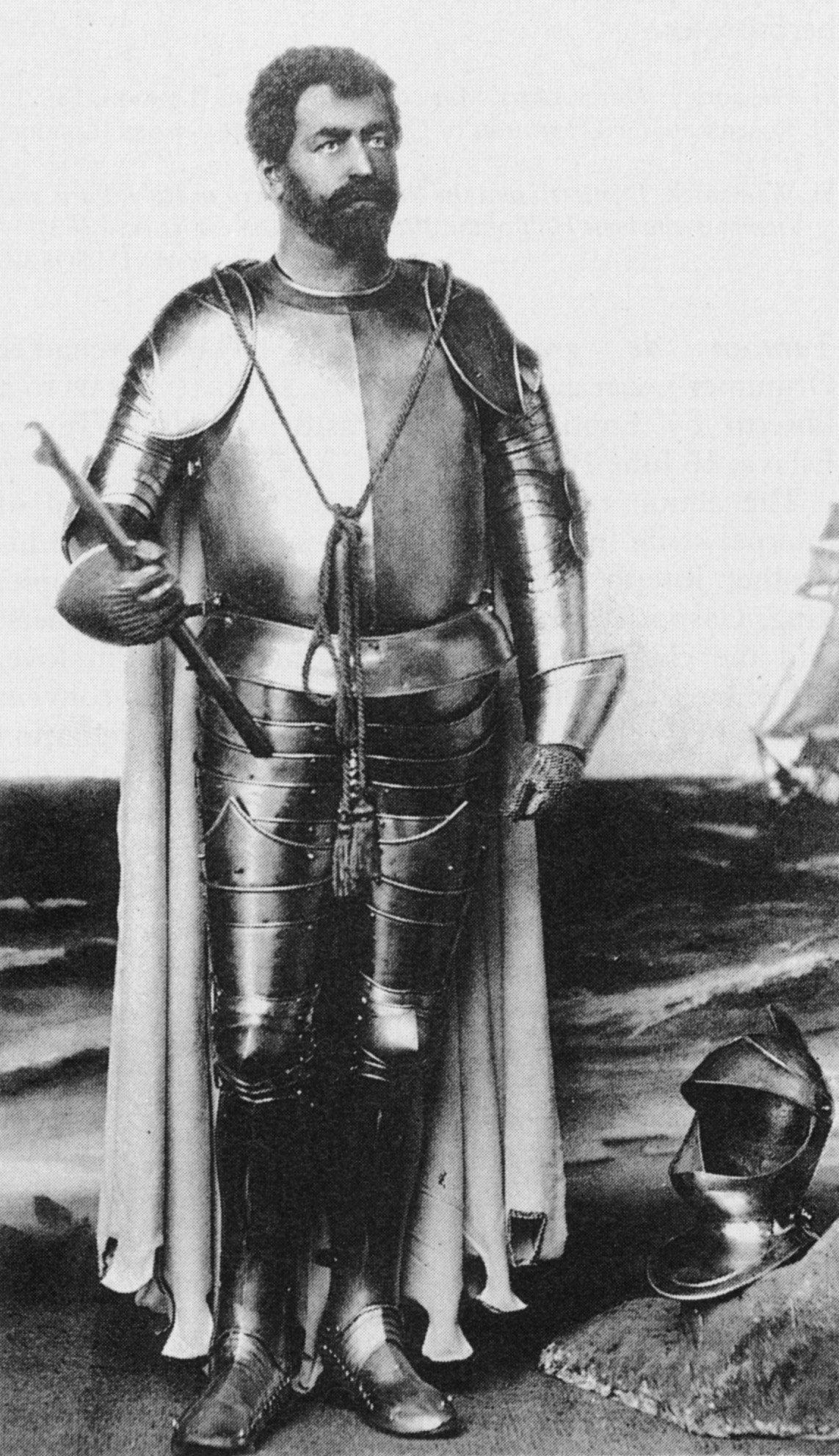
Le ténor en 1887 dans le rôle d'Otello de Verdi.

Il a créé le rôle d'Otello dans l'opéra de Giuseppe Verdi le 5 février 1887, rôle qui est devenu ensuite son cheval de bataille.
En outre, il a été le premier Gabriele Adorno dans la seconde version du Simon Boccanegra de Verdi (Scala, 24 mars 1881), le premier Azaele dans Il figliuol prodigo (it) et le premier Didier dans Marion Delorme (it), opéras d'Amilcare Ponchielli.
Il a chanté le rôle d'Otello ainsi que celui d'autres grands opéras, dans des pays tels que l'Angleterre, la France, le Portugal, l'Espagne, l'Allemagne, l'Autriche, la Russie, l'Uruguay, le Brésil, le Mexique et l'Argentine. Il a été souvent engagé par l'Opéra de Monte-Carlo et s'est produit aux États-Unis dans des villes comme New York, Chicago, Boston, Baltimore, Washington, D.C., Philadelphie et San Francisco. Il a été dirigé par des chefs d'orchestre tels que Franco Faccio, Luigi Mancinelli et Arturo Toscanini. Tamagno a vécu assez longtemps pour voir le début de la carrière du jeune Enrico Caruso (1873–1921). Il admirait la virtuosité de Caruso, prédisant dès 1898 que Caruso deviendrait le ténor italien numéro un du XXe siècle.
Père célibataire qui ne s'est jamais marié, Tamagno possédait une personnalité affable et une attitude prudente vis-à-vis de l'argent, en plus d'un cerveau avisé pour les affaires.
Il est notamment un des premiers artistes lyriques à avoir enregistré, en 1902 et 1904, des disques destinés à être commercialisés, pour la Gramophone Company qui lui versa des royalties. Tamagno a notamment poussé le label à vendre ses disques sous son propre nom, et à un prix deux fois plus élevé que les produits équivalents de l'époque.

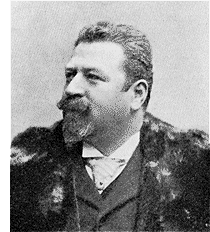
Tamagno en 1905.

Tamagno jouissait d'une santé insolente, mais une maladie chronique cardiaque a vu sa santé se détériorer au cours des années 1900. Bien que cette maladie l'ait forcé à quitter la scène lyrique, il a continué à donner des récitals et à apparaître dans des concerts, le dernièr ayant eu lieu à Ostende, en Belgique, en 1904. Il a chanté brièvement en public pour la dernière fois en mars l'année suivante puis s'est retiré  à Varèse, Lombardie dans une villa tranquille, qu'il possédait depuis 1885 et qu'il avait profondément remodelée. L'état de santé de Tamagno ne s'est pas amélioré, et il a subi une crise cardiaque dans cette villa. Il a été confiné dans son lit, a connu une rechute et est décédé le 31 août 1905, âgé de 54 ans. Son corps repose dans un mausolée de pierre de trente-sept mètres de hauteur au Cimetière monumental de Turin. Margherita, la fille bien-aimée de Tamagno, qui était née hors mariage, a hérité de sa fortune considérable.
Selon la critique, sa voix prodigieuse de puissance et son phrasé vigoureux et précis ont fait de lui le plus grand ténor verdien et un des plus grands artistes lyriques de la fin du XIXe siècle.
Même s'il est le premier ténor international à ne pas avoir bâti sa carrière sur le répertoire Rossini-Bellini-Donizetti, sa technique était l'héritière du « pur » chant de la tradition italienne, qui attribuait encore une grande importance à l'intelligibilité du texte. Les mots étaient bien différenciés, permettant une claire compréhension du livret, tout en facilitant ainsi l'interprétation dramatique. À l'écoute des enregistrements historiques de la voix limpide de Tamagno, au soir de sa carrière, il apparaît évident que l'attribution du rôle d'Otello à une voix sombre de ténor dramatique, proche de celle d'un baryton, résulte plus d'une habitude du XXe siècle, que d'un réel choix artistique voulu par Verdi. Selon André Tubeuf, il fut « le plus glorieux ténor robusto de l'histoire » ; « la résonance naturelle de sa voix était prodigieuse, et il ajoutait, pour Otello du moins, un naturel et une efficacité scéniques qui désarmaient jusqu'à G.B. Shaw. »

## Sources
- Les Introuvables du chant verdien, L'Avant-Scène opéra, hors-série, 1986.
- L’Univers de l’opéra. Œuvres, scènes, compositeurs, interprètes, sous la direction de Bertrand Dermoncourt, Paris, Robert Laffont, coll. « Bouquins », 2012.
- Tout Verdi, sous la direction de Bertrand Dermoncourt, Paris, Robert Laffont, coll. « Bouquins », 2013.
- Le Nouveau Dictionnaire des interprètes, sous la direction de Alain Pâris, Paris, Robert Laffont, coll. « Bouquins », 2015.